# Thapsia foetida
Thapsia foetida är en flockblommig växtart som först beskrevs av Carl von Linné. Thapsia foetida ingår i släktet Thapsia och familjen flockblommiga växter. Inga underarter finns listade i Catalogue of Life.